# Bogusław Cudowski
Bogusław Cudowski (ur. 6 maja 1955 w Białymstoku, zm. 8 września 2020 tamże) – polski prawnik, profesor nauk prawnych, sędzia Sądu Najwyższego.

## Życiorys
16 listopada 1987 obronił pracę doktorską Prawne problemy dodatkowego zatrudnienia., 25 września 1998 habilitował się na podstawie pracy zatytułowanej Spory zbiorowe w polskim prawie pracy. 11 lutego 2009 nadano mu tytuł profesora w zakresie nauk prawnych. Został zatrudniony na stanowisku profesora w Instytucie Nauk Administracyjnych Wyższej Szkole Administracji Publicznej im. Stanisława Staszica w Białymstoku.
Był profesorem zwyczajnym i kierownikiem w Katedrze Prawa Pracy i Ubezpieczeń Społecznych na Wydziale Prawa Uniwersytetu w Białymstoku.
Zmarł 8 września 2020 roku.